# Van Gogh (krater)
För andra betydelser, se van Gogh (olika betydelser).
Van Gogh är en nedslagskrater på planeten Merkurius. Van Gogh är ungefär 99 kilometer i diameter.
1976 namngavs den efter den nederländske målaren Vincent van Gogh.